# نورمن بروکنشایر
نورمن بروکنشایر (انگلیسی: Norman Brokenshire; ۱۰ ژوئن ۱۸۹۸ – ۴ مهٔ ۱۹۶۵) مجری رادیو اهل کشور ایالات متحده آمریکا بود.او صدای آشنای رادیویی در دهه ۱۹۴۰ بود که به عنوان گوینده در برنامه‌هایی مانند «انجمن تئاتر روی آنتن» اجرا می‌کرد. وی اولین گوینده رادیو بود که از گمنامی خارج شد و نام خود را روی آنتن برد. زندگینامه او «این نورمن بروکنشایر است: یک سلف پرتره بدون رنگ» در سال ۱۹۵۴ منتشر شد.